# Саркандская ГЭС
Саркандская ГЭС — название малой гидроэлектростанции (ГЭС) в Саркандском районе Алматинской области Казахстана.
Расположена на реке Сарканд. 

## История
Построена (восстановлена) в 1998 году частным предпринимателем Мелисом Разбековым на месте ранее существовавшей и разрушенной селем в 1982 году малой ГЭС.
В 2013 году реконструирована с увеличением мощности.

## Характеристики
Мощность — 2,4 МВт.
Среднегодовая выработка — 2,58 млн кВт⋅ч.
Тип — станция плотинного типа, расчётный напор — 50,8 м.
В здании установлены три гидроагрегата с радиально-осевыми турбинами горизонтального исполнения.
Турбинные водоводы — стальные, подводят воду к агрегатам, соединены с напорным водоводом посредством развилки.